# Berts befrielse
Berts befrielse är en ungdomsroman i dagboksform från 1996 av de svenska författarna Anders Jacobsson och Sören Olsson. Boken handlar om Bert Ljung, under perioden 14 februari-12 april det år han är 16 år.

## Bokomslag
Bokomslaget visar Bert som springer naken och slitit sig loss från kedjor. Solen syns i bakgrunden.

## Handling
Bert vaknar upp på Alla hjärtans dag, och snart kommer även hans 16-årsdag. Han vill göra sexdebut, men det går dåligt med tjejerna, även Nadja. Han har också problem med kompisarna, Åke är knepig, Lill-Erik undviker Bert.
Sportlovet kommer, och Bert avslöjar att pappa spanar in granntjejen Ankis stjärt och tänder på unga flickor. Det blir väl inte speciellt uppskattat då det kommer fram, och det är inte sant, utan bara något Bert hittat på. Senare får han PRAO-plats på sjukhuset, och snart tvingas han be Lill-Erik om ursäkt, då han och Åke mobbat honom. 
Med 1 april kommer flera skämt, och sedan kommer farbror Janne på besök med nya flickvän. Rockbandet Heman Hunters byter namn till Population Station Groovy WYtill , och i slutet och så avslutas boken med att Bert blir kär i en tjej som heter Nolina, från ungdomsvårdsskola.

### Fotnoter
1. ↑  ”Berts befrielse” (på engelska). Worldcat. 11 mars 1996. https://www.worldcat.org/title/berts-befrielse/oclc/186099533&referer=brief_results. Läst 29 mars 2015.